# Coligação Democrática da Oposição
Die Coligação Democrática da Oposição (CÓDÓ dt.: Demokratische Koalition der Opposition, en.: Opposition Democratic Coalition) ist eine Koalition von Parteien in São Tomé und Príncipe. Sie wurde 1986 gegründet.

## Geschichte
Die Partei wurde im März 1986 im Exil gegründet als Vereinigung der Union démocratique indépendante de Sao Tomé-et-Principe und der Front de résistance national de Sao Tomé-et-Principe.
Bei der Gründung waren die Führer der Coligação Democrática da Oposição Virgílio Carvalho, Quintiliano Lavres Amado (von der FRNSTP) und Albertino Neto. Bei der ersten freien Wahl seit 1975, der Parlamentswahl 1991, trat sie erstmals an. Bei der Präsidentschaftswahl 1991 und 1996 unterstützte die Koalition Miguel Trovoada. Bei den Wahlen Parlamentswahlen am 3. März 2002 schloss sich die Koalition der Uê-Kédadji-Allianz an, welche 16,2 % errang und 8 der 55 Sitze in der Unionsversammlung. Diese Allianz konnte in der Parlamentswahl 2006 keine Sitze erringen.
In der Präsidentschaftswahl am 30. Juli 2006 unterstützte die Koalition Patrice Trovoada. Er gewann 38,82 % der Stimmen als Zweitplatzierter nach Fradique de Menezes, dem Amtsinhaber, welcher 60,58 % der Stimmen errang.
Bei der Parlamentswahl 2010 errang die Partei nur 129 Stimmen (0,19 %), 2014 nur noch 98 Stimmen und bei weiteren Wahlen trat sie nicht mehr an.